# Microregiunea Debrecen
Microregiunea Debrecen (în maghiară Debreceni kistérség) a fost o microregiune statistică (kistérség) din județul Hajdú-Bihar, Ungaria.
Cu o populație de 212.028 locuitori și o suprafață de 498,59 km2, aceasta a existat până în 2014, când în Ungaria, microregiunile ”kistérségek” au fost înlocuite de districte (járások).